# The Grampians (Australia)

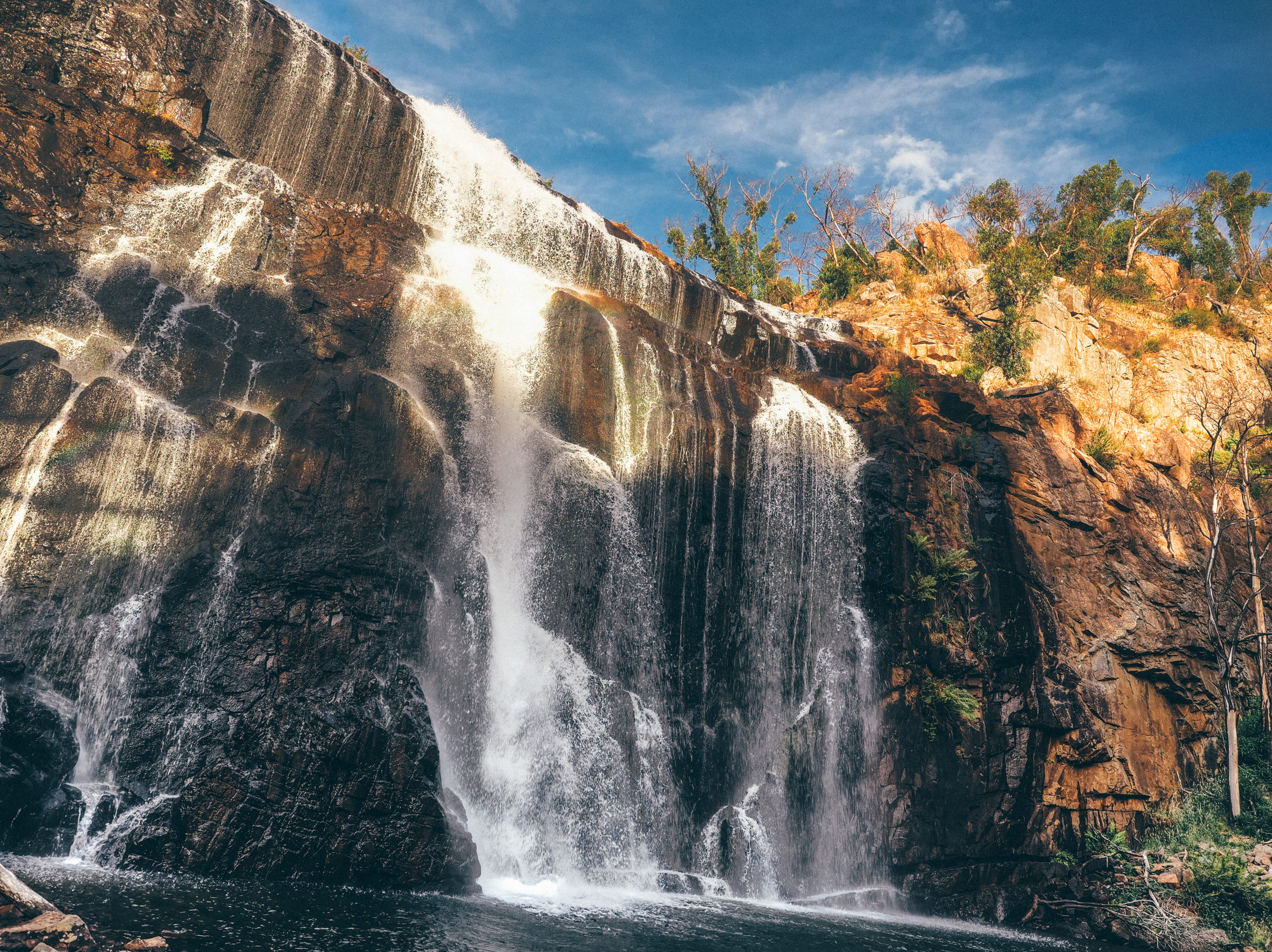
MacKenzie Falls

The Grampians – pasmo górskie w Australii, w południowo-zachodniej części Wielkich Gór Wododziałowych, w stanie Wiktoria (ok. 250 km na zachód od Melbourne). Od zachodu ogranicza go pasmo Glenelg Range, a od wschodu Hopkins Range. Ma około 80 km długości i 50 km szerokości. Dzieli się na mniejsze pasma: Mount William Range, Serra Range, Wonderland Range i Mount Difficult Range. Najwyższy szczyt to Mount William (1167 m). Inne ważniejsze szczyty to m.in. Mount Victory i Mount Rosea.
Pasmo zbudowane jest z piaskowców. Pokryte jest lasem eukaliptusowym, w górnych partiach gęstym lasem subalpejskim (m.in. występuje tu Eucalyptus alpina i banksje). Zamieszkują je m.in. dziobaki, koale, kangury olbrzymie i szare oraz walabie Bennetta.
Cały teren The Grampians obejmuje park narodowy Grampians National Park. Znajduje się w nim ponad 200 km szlaków turystycznych.
Nazwa pasma górskiego została nadana w 1836 przez sir Thomasa Mitchella od najwyższych gór Szkocji.
Jedyne miasto na terenie gór to Halls Gap, będące centrum turystycznym regionu.